# Theretra orpheus
Theretra orpheus är en fjärilsart som beskrevs av Herrich-Schäffer 1854. Theretra orpheus ingår i släktet Theretra och familjen svärmare. Inga underarter finns listade i Catalogue of Life.